# 小笠原鈍塘鱧
小笠原鈍塘鱧（学名：Amblyeleotris ogasawarensis），为輻鰭魚綱鰕虎鱼目鰕虎亞目鰕虎魚科鈍塘鱧屬的其中一種，分布於西太平洋的小笠原群島、臺灣、琉球群島及印尼海域，體長可達10公分，為底棲性魚類，棲息在砂石底質的海域。

## 扩展阅读
維基物種上的相關：小笠原鈍塘鱧